# José Larraín
 (janvier 2021).
Pour les articles homonymes, voir Larrain.
José Larraín Cuevas, né le 25 mars 1917 à Santiago et mort le 29 janvier 1972, est un cavalier chilien de dressage.

## Carrière
José Larraín participe aux Jeux olympiques d'été de 1952 à Helsinki où il finit 14e de l'épreuve individuelle et 5e de l'épreuve par équipes.
José Larraín est sur les podiums suivants lors des grandes compétitions continentales : médaille d'or de l'épreuve individuelle de dressage aux Jeux panaméricains de 1951, médaille d'or de l'épreuve par équipe de dressage aux Jeux panaméricains de 1951 (avec Héctor Clavel et Ernesto Silva), médaille d'or de l'épreuve par équipe de dressage aux Jeux panaméricains de 1959 (avec César Mendoza et José Melo), médaille de bronze de l'épreuve individuelle de dressage aux Jeux panaméricains de 1955.